# الدنمارك (دائرة انتخابية للبرلمان الأوروبي)
الدنمارك هي دائرة انتخابية للبرلمان الأوروبي وتغطي دولة الدنمارك العضو في الاتحاد الأوروبي، ولكن لا تتضمن باقي الأجزاء الأخرى من مملكة الدنمارك مثل جزر فارو وجرينلاند، والتي ليست جزءً من الاتحاد الأوروبي. ويمثلها حالياً أربعة عشر عضو في البرلمان الأوروبي. تستخدم الدنمارك طريقة هوندت للتمثيل النسبي. ويسمح بالتحالفات الانتخابية بين حزبين أو أكثر.